# 만주국의 국장

만주국의 국장

만주국의 국장(滿洲國의 國章)은 일본 제국의 괴뢰국이었던 만주국을 상징하는 국장이다. 만주국의 국장에는 난화어문휘(蘭花御紋徽)과 고량화국장(高粱花國章)의 두 종류가 있었는데 난화어문장은 만주국 황제 푸이가 가장 좋아했던 꽃인 보춘화를 도안으로 사용한 것이다. 1932년부터 사용하기 시작하였으며 1934년 정식으로 국장으로 정해졌다. 고량화국장은 나라꽃인 수수꽃을 도안으로 사용한 것이다. 만주국 말기에는 고량화, 난화, 국화가 조합된 국장이 등장하기도 하였다.

## 문장

만주국의 황제 문장
만주국의 황제기

## 같이 보기
- 만주국의 국기